# Liste der Mitglieder des Landtages des Saarlandes (6. Wahlperiode)

Sitzverteilung während der 6. Legislaturperiode

Diese Liste gibt einen Überblick über die Mitglieder des Landtags des Saarlandes der 6. Wahlperiode (1970–1975). Der sechste Landtag konstituierte sich am 13. Juli 1970.

## Zusammensetzung
Nach der Wahl vom 14. Juni 1970 setzten sich die 50 Mandate des Landtages wie folgt zusammen:
| Fraktion                                          | Sitze |
| ------------------------------------------------- | ----- |
| Christlich Demokratische Union Deutschlands (CDU) | 27    |
| Sozialdemokratische Partei Deutschlands (SPD)     | 23    |

## Präsidium
Präsident
Hans Maurer (CDU), bis 13. Oktober 1974
Franz Schneider (CDU), ab 6. November 1974
1. Vizepräsident
Rudolf Recktenwald (SPD)
2. Vizepräsident
Franz Schneider (CDU), bis 6. November 1974
Jakob Feller (CDU), ab 6. November 1974
1. Schriftführer
Hermann Schon (SPD)
2. Schriftführer
Karl Merz (CDU), bis 12. Juni 1975

## Fraktionsvorsitzende
CDU-Fraktion
Alfred Wilhelm, bis 26. Februar 1973
Konrad Schön, 26. Februar 1973 bis 14. Januar 1974
Ferdi Behles, ab 14. Januar 1974
SPD-Fraktion
Friedrich Regitz, bis 6. August 1971
Kurt Conrad, 6. September 1971 bis 15. Januar 1973
Friedel Läpple, ab 15. Januar 1973

## Abgeordnete
| Mitglied des Landtages | Lebens- daten | Partei | Wahlkreis   | Anmerkungen                              |
| ---------------------- | ------------- | ------ | ----------- | ---------------------------------------- |
| Alfred Becker          | 1930–1995     | CDU    | Saarlouis   |                                          |
| Ferdi Behles           | 1929          | CDU    | Saarbrücken |                                          |
| Rudi Brück             | 1925–1995     | SPD    | Landesliste |                                          |
| Berthold Budell        | 1929–2010     | CDU    | Neunkirchen | nachgerückt für Hans Maurer              |
| Helmut Bulle           | 1925–1973     | CDU    | Saarlouis   | † 13. Februar 1973                       |
| Kurt Conrad            | 1911–1982     | SPD    | Landesliste |                                          |
| Günter Diwo            | 1933–2017     | CDU    | Saarlouis   | nachgerückt für Eduard Jakobs            |
| Karl Eckert            | 1928–2004     | CDU    | Neunkirchen |                                          |
| Norbert Engel          | 1921–2009     | SPD    | Neunkirchen |                                          |
| Jakob Feller           | 1917–2015     | CDU    | Neunkirchen |                                          |
| Winfried Frank         | 1932–2020     | CDU    | Landesliste |                                          |
| Erwin Freis            | 1937–2015     | CDU    | Neunkirchen | nachgerückt für Karl Merz                |
| Berthold Günther       | 1930–1985     | SPD    | Neunkirchen |                                          |
| Edmund Hein            | 1940–2022     | CDU    | Saarlouis   |                                          |
| Josef Heintz           | 1928–1993     | SPD    | Saarlouis   | nachgerückt für Wilhelm Werth            |
| Albrecht Herold        | 1929–2025     | SPD    | Neunkirchen |                                          |
| Josef Holl             | 1921–1993     | SPD    | Saarlouis   |                                          |
| Nikolaus Hubert        | 1927–2015     | CDU    | Saarbrücken |                                          |
| Eduard Jakobs          | 1920–2012     | CDU    | Saarlouis   | Mandat niedergelegt am 14. Januar 1974   |
| Hans Kasper            | 1939–2023     | SPD    | Saarlouis   |                                          |
| Alfred Kühn            | 1920–1999     | SPD    | Neunkirchen |                                          |
| Oskar Lafontaine       | 1943          | SPD    | Saarbrücken |                                          |
| Friedel Läpple         | 1938          | SPD    | Landesliste |                                          |
| Julius von Lautz       | 1903–1980     | CDU    | Neunkirchen | Mandat niedergelegt am 27. November 1973 |
| Alois Litz             | 1924–1995     | CDU    | Neunkirchen | nachgerückt für Julius von Lautz         |
| Hans Maurer            | 1913–1974     | CDU    | Neunkirchen | † 13. Oktober 1974                       |
| Herbert Meder          | 1927          | CDU    | Saarlouis   | nachgerückt für Helmut Bulle             |
| Karl Merz              | 1921          | CDU    | Neunkirchen | Mandat niedergelegt am 13. Juni 1975     |
| Manfred Montnacher     | 1935          | CDU    | Landesliste |                                          |
| Leo Moser              | 1920–1984     | SPD    | Landesliste |                                          |
| Albert Muthweiler      | 1930–1994     | SPD    | Neunkirchen | nachgerückt für Friedrich Regitz         |
| Brunhilde Peter        | 1925–2014     | SPD    | Landesliste |                                          |
| Paul Quirin            | 1934          | SPD    | Saarbrücken |                                          |
| Rudolf Recktenwald     | 1920–2010     | SPD    | Neunkirchen |                                          |
| Friedrich Regitz       | 1925–1971     | SPD    | Neunkirchen | † 6. August 1971                         |
| Hedwig Reiter          | 1922–2013     | CDU    | Landesliste |                                          |
| Franz-Josef Röder      | 1909–1979     | CDU    | Landesliste |                                          |
| Hubert Rohde           | 1929–2019     | CDU    | Neunkirchen |                                          |
| Günter Sahner          | 1927–2014     | SPD    | Neunkirchen |                                          |
| Günther Schacht        | 1929–2012     | CDU    | Landesliste |                                          |
| Werner Scherer         | 1928–1985     | CDU    | Neunkirchen |                                          |
| Franz Schneider        | 1920–1985     | CDU    | Saarlouis   |                                          |
| Karl Heinz Schneider   | 1917–1991     | SPD    | Saarbrücken |                                          |
| Ludwig Schnur          | 1909–1997     | CDU    | Saarbrücken |                                          |
| Hermann Schon          | 1928–2021     | SPD    | Saarbrücken |                                          |
| Konrad Schön           | 1930–2021     | CDU    | Saarbrücken |                                          |
| Alfons Senz            | 1924–2010     | CDU    | Neunkirchen |                                          |
| Wilhelm Silvanus       | 1927–1999     | SPD    | Saarlouis   |                                          |
| Gerhard Stillemunkes   | 1926          | CDU    | Saarbrücken | Mandat niedergelegt am 18. Juni 1975     |
| Manfred Wagner         | 1934          | SPD    | Saarbrücken |                                          |
| Heinrich Wahlen        | 1930–2002     | SPD    | Saarbrücken |                                          |
| Rita Waschbüsch        | 1940          | CDU    | Saarlouis   |                                          |
| Emil Weber             | 1907          | CDU    | Saarbrücken |                                          |
| Wilhelm Werth          | 1913–1975     | SPD    | Saarlouis   | † 1. Juni 1975                           |
| Rainer Wicklmayr       | 1929–2020     | CDU    | Saarbrücken |                                          |
| Engelbert Wilden       | 1923–2014     | CDU    | Saarbrücken | nachgerückt für Gerhard Stillemunkes     |
| Alfred Wilhelm         | 1920–2015     | CDU    | Saarlouis   |                                          |
| Manfred Zeiner         | 1921–2005     | SPD    | Saarbrücken |                                          |